# 에리크 리마
에리크 나시멘투 리마(포르투갈어: Erik Nascimento Lima , 1994년 7월 18일 ~ )는 브라질의 축구 선수로 포지션은 공격수이다. 현재 J2리그의 마치다 젤비아에서 활약하고 있다.

## 선수 경력

### 고이아스
에리크 리마는 10살의 나이에 고이아스에 입단했고 2013년에 성인팀에 합류했다.
2014년에는 캄페오나투 브라질레이루 세리이 A 신인상을 수상했다.

### 파우메이라스
2015년 12월 23일 그는 파우메이라스로 이적했으며 계약기간은 5년이다.